# Cliff Burton
Clifford Lee Burton (10 tháng 2 năm 1962 – 27 tháng 9 năm 1986) là một nhạc công người Mỹ, được biết đến với vai trò tay bass trong ban nhạc thrash metal Metallica từ năm 1982 cho đến khi qua đời năm 1986. Burton tham gia Metallica vào năm 1982 và trình diễn cùng với ban nhạc trong 3 album phòng thu đầu tiên: Kill 'Em All, Ride the Lightning và Master of Puppets. Anh được ghi nhận công lao đã sáng tác bài hát "To Live Is to Die" cho album phòng thu thứ tư của ban nhạc, ...And Justice for All.
Ngày 27 tháng 9 năm 1986, Burton qua đời trong một tai nạn xe buýt ở Thụy Điển, khi ban nhạc đang trên đường đi trình diễn ra mắt album Master of Puppets. Burton được thay bởi tay bass Jason Newsted trong tháng sau. Ngày 4 tháng 4 năm 2009, anh được vinh danh cùng với Metallica vào Đại sảnh Danh vọng Rock and Roll. Burton được bầu chọn ở hạng 9 trong danh sách tay bass vĩ đại nhất mọi thời đại trong một cuộc thăm dò người đọc trực tuyến do tạp chí Rolling Stone tổ chức năm 2011.

## Tiểu sử

### Đầu đời
Clifford Lee Burton sinh tại Castro Valley, California, là con trai của Ray và Jan Burton. Anh có 2 anh chị, Scott và Connie, và một cháu gái, Nicole. Sự quan tâm của Burton đối với âm nhạc bắt đầu từ khi cha anh giới thiệu anh đến với âm nhạc cổ điển và anh đã bắt đầu học dương cầm.
Ở độ tuổi thiếu niên, Burton thích nhạc rock, nhạc cổ điển, và cuối cùng là với heavy metal. Anh bắt đầu chơi guitar bass từ tuổi 13, sau cái chết của người anh trai. Cha mẹ anh đã nhắc lại lời của anh từng nói: "Con sẽ trở thành người đánh bass giỏi nhất vì anh của con." Anh tập luyện đến 6 giờ mỗi ngày (ngay cả sau khi tham gia vào Metallica). Cùng với nhạc cổ điển và jazz, thời gian đầu Burton chịu ảnh hưởng bởi các dòng nhạc thay đổi từ southern rock và nhạc country cho đến blues.
Burton cho biết anh chịu nhiều ảnh hưởng từ Geddy Lee, Geezer Butler, Stanley Clarke, Lemmy Kilmister và Phil Lynott trong phong cách chơi bass của mình.

### Sự nghiệp
Khi còn là học sinh tại Trường trung học Castro Valley, Burton thành lập ban nhạc đầu tiên của mình với tên gọi EZ-Street. Ban nhạc đã gây dựng tên tuổi của mình từ một quán bar ngực trần ở Bay Area. Các thành viên khác của EZ Street gồm có guitarist sau này của Faith No More là "Big" Jim Martin cũng như tay trống của Faith No More và Ozzy Osbourne là Mike Bordin. Burton và Martin tiếp tục cộng tác trong âm nhạc sau khi đã trở thành sinh viên tại Chabot College ở Hayward, California. Ban nhạc thứ hai của họ, Agents of Misfortune, đã tham gia giải tranh tài giữa các ban nhạc khu vực Hayward Area Recreation Department năm 1981. Buổi thử giọng của họ đã được quay video và nó cho thấy vài nét đặc trưng đầu tiên với phong cách chơi đàn mang thương hiệu Burton. Video này cũng cho thấy những đoạn Burton chơi mà sau này xuất hiện trong hai bài hát của Metallica: dấu ấn solo bass trong "(Anesthesia) - Pulling Teeth", và đoạn mở đầu mang âm giai bán cung trong "For Whom the Bell Tolls". Trauma là ban nhạc lớn đầu tiên mà Burton đã tham gia vào năm 1982. Burton thu âm bài "Such a Shame" cùng với ban nhạc trong album tuyển chọn Metal massacre thứ 2.
Năm 1982, Trauma đến Los Angeles để trình diễn tại Whisky a Go Go. Trong số những người tham dự có James Hetfield và Lars Ulrich, hai thành viên của Metallica vừa mới được thành lập vào năm trước. Với những gì đã được nghe, như Hetfield mô tả lại là "đoạn shredding thật đáng kinh ngạc" (đoạn mà sau đó trở thành bài "(Anesthesia) - Pulling Teeth"), cả hai đi tìm cầm thủ guitar mà họ nghĩ là tuyệt vời ấy. Khi họ biết được rằng những gì họ nghe được là một đoạn độc tấu đàn bass (chứ không phải guitar) do Burton chơi, họ đã quyết định chiêu mộ anh vào ban nhạc của mình. Họ đề nghị Burton thế vào vị trí chơi bass của Ron McGovney đã rời ban, và lúc đó Burton cũng nghĩ rằng Trauma đã "bắt đầu có một chút mùi thương mại", nên anh đã đồng ý. Việc phải di chuyển đến Los Angeles không hợp với anh, và do đó anh đã nói sẽ chỉ tham gia nếu như cả ban nhạc phải chuyển từ Los Angeles đến nơi anh ở là San Francisco Bay Area. Metallica, với mong muốn có được Burton trong ban, đã dời bản doanh của họ từ Los Angeles đến El Cerrito, một thị trấn nằm bên kia vịnh Los Angeles.
Bản thu âm đầu tiên của Burton với Metallica là bản thu thử Megaforce. Một băng thu thử mà ban nhạc đã thực hiện trước khi Burton tham gia, No Life 'til Leather, đã đến được tay John Zazula, chủ hãng Megaforce Records. Ban nhạc lại chuyển đến Old Bridge, New Jersey và nhanh chóng có được bản hợp đồng thu âm được đảm bảo với hãng Zazula. Album đầu tiên của ban, Kill 'Em All, đặc biệt với đoạn độc tấu nổi tiếng của Burton, "(Anesthesia) - Pulling Teeth", trong đó anh đã cho thấy những hiệu ứng mà anh sử dụng, chẳng hạn như dùng tiếng wah-wah, không phổ biến đối với những người chơi bass.
Album đầu tay của Metallica, Kill 'Em All, ban đầu được dự định sẽ sử dụng lại tên của một trong những bản thu thử đã phát hành của họ trước kia (thực hiện trước khi Burton gia nhập), là Metal Up Your Ass, nhưng công ty thu âm không thích cái tên này và năn nỉ họ đổi tên. Khi ban nhạc xem xét việc đổi tên, Burton đã nói "Chúng ta chỉ việc giết hết bọn họ (kill 'em all) thôi mà," câu nói này đã đưa ra một ý tưởng cho tên album mới cho các thành viên ban nhạc. Album được hãng Megaforce Records phát hành vào ngày 25 tháng 7 năm 1983.
Album phòng thu thứ hai của ban, Ride the Lightning, cho thấy sự phát triển âm nhạc của ban ngày càng cao. Khả năng viết bài hát của Burton đã dần tiến bộ, anh đã sáng tác 6 trong 8 ca khúc của album. Phong cách chơi đàn của Burton và việc sử dụng các hiệu ứng trình bày trong hai bài: đoạn dạo đầu mang âm giai bán cung trong "For Whom the Bell Tolls", và đoạn bass lead trong "The Call of Ktulu".
Sự tiến bộ về kỹ thuật âm nhạc trong Ride the Lightning đã gây sự chú ý cho các hãng thu âm lớn. Metallica đã ký hợp đồng với hãng Elektra Records, và bắt đầu sáng tác album thứ ba của ban, Master of Puppets, album mà được hầu hết các nhà phê bình cho rằng là album tạo bước ngoặt cho heavy metal. Một số ca khúc mang đậm dấu ấn của Burton, đáng chú ý nhất là trong bài instrumental "Orion", bài mà một lần nữa lại cho thấy phong cách chơi bass lead của Burton. Album cũng có bài hát của Metallica mà Burton thích nhất là bài "Master of Puppets". Master of Puppets là một bước đột phá mang tính thương mại của ban, nhưng nó lại là album cuối cùng có sự tham gia của Burton với Metallica.
Buổi diễn cuối cùng của Burton ở Stockholm, Thụy Điển, tại sân vận động Solnahallen vào ngày 26 tháng 9 năm 1986, một ngày trước khi ông qua đời.

### Qua đời

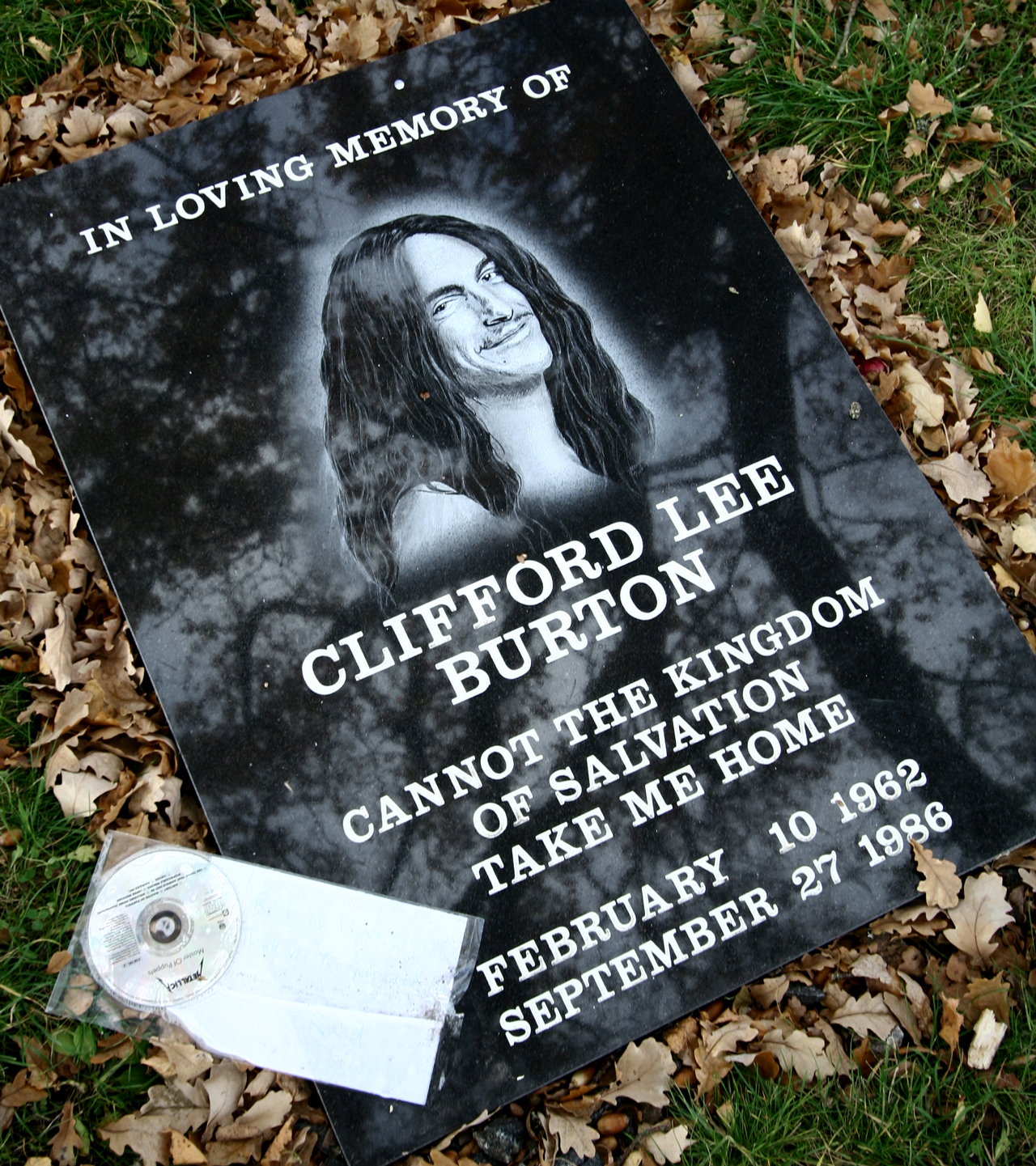
Bia tưởng niệm gần nơi xảy ra tai nạn, kế bên là một bản sao CD Master of Puppets.

Trong chặng đường lưu diễn Damage Inc. để giới thiệu album Master of Puppets, ban nhạc đã than phiền về những buồng ngủ trên xe buýt di động của họ không đạt yêu cầu và không thoải mái. Để giành quyền lấy giường ngủ, Kirk Hammett và Burton bốc thăm bằng quân bài. Vào tối ngày 26 tháng 9 năm 1986, Burton thắng trò chơi với một lá ách bích, do đó đã nhận được quyền chọn giường ngủ trước nhất và anh đã chỉ vào Hammett và la lên, "Tôi muốn giường của anh!" Hammett trả lời, "Tốt thôi, hãy lấy giường của tôi, tôi sẽ ngủ ở phía trước, dù gì thì ở đó cũng tốt hơn." Burton chỉ vừa chợp mắt không lâu trước 7 giờ sáng ngày 27 tháng 9, mà theo lời tài xế, chiếc xe buýt trượt bánh khỏi đường (E4, 12 dặm về phía bắc của Ljungby), và lật úp trên bãi cỏ ở Kronoberg County Burton bị hất văng khỏi cửa sổ xe buýt, bị xe đè lên người và gây ra cái chết cho anh.
James Hetfield sau đó phát biểu rằng anh nghi ngờ trước tiên việc xe buýt lật là do tài xế bị say rượu. Hetfield nói rằng anh đã đi bộ một đoạn dài xuống dưới con đường để tìm xem có băng đóng trên đường hay không nhưng chẳng thấy gì. Một nhiếp ảnh gia tự do ở vùng đó là Lennart Wennberg (người có mặt tại nơi xảy ra tai nạn vào sáng hôm sau), sau đó trong một cuộc phỏng vấn được hỏi về khả năng xe bị nạn là do băng đóng trên đường gây ra, đã nói rằng điều đó là 'ngoài khả năng' bởi vì con đường khô ráo và nhiệt độ khoảng 2 °C (36 °F), cao hơn điểm đóng băng là 0 °C (32 °F). Điều này cũng được cảnh sát khẳng định rằng không tìm thấy băng trên đường. Thám tử Arne Pettersson ở Ljungby tường thuật trên một tờ báo địa phương rằng những dấu vết tại khu vực tai nạn rõ ràng giống với như tài xế ngủ gục trên tay lái. Tuy nhiên, người tài xế thề rằng anh đã ngủ suốt cả ngày và hoàn toàn tỉnh táo; lời khai của ông được chứng thực bởi người tài xế chuyến xe buýt thứ hai trong chuyến lưu diễn chuyên chở các nhân viên đoàn và nhạc cụ. Người tài xế được xác định không có lỗi trong vụ tai nạn và không có lời buộc tội nào chống lại ông ta.

## Di sản

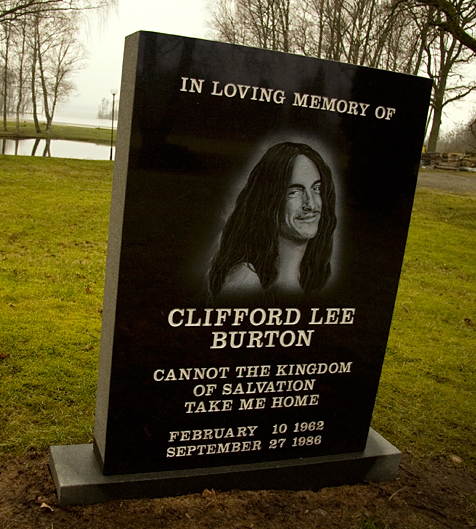
Bia tưởng niệm Burton gần khu vực tai nạn

Burton được hỏa táng và tro được rải ở Maxwell Ranch. Tại tang lễ, ca khúc "Orion" được mở lên. Lời ca "...cannot the Kingdom of Salvation take me home" trong bài "To Live Is to Die" được khắc trên bia mộ của Burton. Một thời gian ngắn sau cái chết của Burton, Jason Newsted trong ban Flotsam and Jetsam trở thành tay bass mới của Metallica, anh giữ vị trí này cho đến khi rời ban vào năm 2001. Vị trí này sau đó được thay bởi nhà sản xuất âm nhạc và nhạc sĩ phòng thu Bob Rock rồi sao đó bởi tay bass cũ của Suicidal Tendencies và Ozzy Osbourne, Robert Trujillo.
Metallica viết một bản nhạc tưởng nhớ Burton đặt tựa là "To Live Is to Die" cho album ...And Justice for All. Burton cũng được ghi công trong việc viết lời ca và những phần bass được lấy từ những đoạn thu bass không sử dụng trước kia do Burton thực hiện và được Jason Newsted ghi âm lại. Một bài hát tưởng nhớ đến Burton không phải của Metallica là bài hát "In My Darkest Hour" của ban nhạc thrash metal Megadeth. Theo Dave Mustaine, do nghe tin về cái chết của Burton, anh đã ngồi xuống và viết phần nhạc cho ca khúc mà không hề rời chỗ. Phần lời, tuy nhiên, lại không liên quan gì đến cái chết của Burton. Mustaine từng là cầm thủ guitar lead của Metallica trong thời gian đầu và là bạn thân của Burton lúc đó.
Ngày 3 tháng 10 năm 2006, một bia tưởng niệm được khánh thành tại Thụy Điển gần nơi xảy ra tai nạn, đặt trong bãi đậu xe Gyllene Rasten.
Ban nhạc thrash metal Anthrax đã dành tặng cho Burton album Among the Living của họ, cũng như ban Metal Church với album The Dark.
Ngày 4 tháng 4 năm 2009, Burton được truy thiệu vào Đại sảnh Danh vọng Rock and Roll, cùng với các thành viên trong ban Metallica là James Hetfield, Lars Ulrich và Kirk Hammett. Các tay bass sau này là Jason Newsted và Robert Trujillo cũng được vinh danh. Trong buổi lễ, cha của anh là Ray Burton đã thay con mình để tiếp nhận sự vinh danh, ông cũng lên sân khấu cùng với ban nhạc và cho biết rằng mẹ của Cliff là một người hâm mộ lớn nhất của Metallica.
Cuốn sách tiểu sử, To Live Is to Die: The Life and Death of Metallica's Cliff Burton, được viết bởi Joel McIver, do Jawbone Press phát hành vào tháng 6 năm 2009. Hammett viết lới nói đầu cho cuốn sách.

## Nhạc cụ

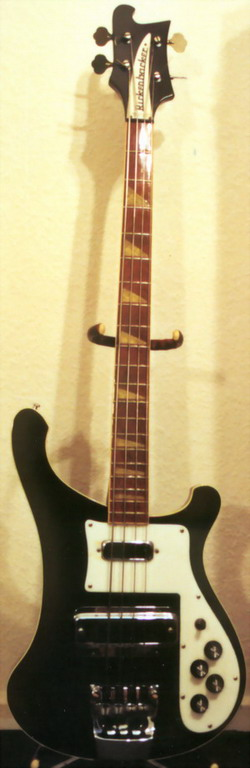
Rickenbacker 4001, một trong những cây bass được Burton chơi

| Guitar bass - Rickenbacker 4001 - Aria Pro II SB-1000 - Aria Pro II SB Black & Gold I - Alembic Spoiler (được báo cáo mật trộm vào năm 1985) Amplifier - Mesa Boogie D180 heads - Mesa Boogie 4x12" Cabinets & 1x15" Cabinets - Ampeg SVT-1540HE Classic Series Enclosure Dây đàn - Dây đàn bass Rotosound 66LB (35, 55, 75, 90) |  | Effect - Morley Power Fuzz Wah (thời gian đầu) - Electro Harmonix Bass Balls (thời gian đầu) - Morley Power Wah Boost - MXR Limiter 143 - Boss CS-1 Compressor - Boss CS-2 Compressor - Electro Harmonix Big Muff PI - Ibanez TS808 Tube Screamer/Ibanez TS9 - Ibanez HD1000/1500 |

## Danh sách đĩa nhạc

### Album phòng thu
- Kill 'Em All (1983)
- Ride the Lightning (1984)
- Master of Puppets (1986)
- ...And Justice for All (1988) (Ghi công trong việc sáng tác ca khúc "To Live Is to Die")
- Garage Inc. (1998) (Chỉ trong "Am I Evil?" & "Blitzkrieg")

### Video
- Cliff 'em All#Cliff 'em All – ngày 28 tháng 11 năm 1987 (with Metallica)

### Demo
- No Life 'til Leather (1982) (chỉ được ghi công chứ không chơi)
- Megaforce (1983)
- Ride the Lightning (1983)
- Master of Puppets (1985)

### Đĩa tuyển chọn
- Metal Massacre Vol.II (với Trauma)